# Polybetes quadrifoveatus
Polybetes quadrifoveatus là một loài nhện trong họ Sparassidae.
Loài này thuộc chi Polybetes. Polybetes quadrifoveatus được miêu tả năm 1914 bởi Järvi.